# Grey's Anatomy (15.ª temporada)
A décima quinta temporada do drama médico televisivo americano Grey's Anatomy foi encomendada em 20 de abril de 2018 pela American Broadcasting Company (ABC). A temporada estreou em 27 de setembro de 2018 com uma estreia especial de 2 horas. A contagem de episódios da temporada consiste em 25 episódios. A temporada é produzida pela ABC Studios, em associação com a Shondaland Production Company e a Entertainment One Television; os showrunners são Krista Vernoff e William Harper.
Esta temporada é a primeira a não incluir Jessica Capshaw como Dra. Arizona Robbins, Sarah Drew como Dra. April Kepner e Martin Henderson como Dr. Nathan Riggs desde suas apresentações na quinta, sexta e décima segunda temporadas respectivamente, após suas partidas na temporada anterior. Jason Winston George também saiu do elenco principal na temporada anterior, mas ainda faz aparições recorrentes ao longo desta temporada.

## Enredo
A temporada segue a história dos residentes, bolsistas e atendentes cirúrgicos, à medida que experimentam as dificuldades das carreiras competitivas que escolheram. Está situado na ala cirúrgica do fictício Grey Sloan Memorial Hospital, localizado em Seattle, Washington.
A 15.ª temporada apresenta o começo do triângulo amoroso entre Teddy, Owen e Amelia, tendo Teddy grávida sem os outros dois saberem dessa situação. Bailey tenta encontrar alguém para ser o Chefe de Cirurgia Interino para que ela possa tirar um ano sabático. Alex Karev, que havia antecipado sua lua de mel com sua esposa Jo, assume o cargo deixado por Bailey. Jackson e Maggie começam um relacionamento turbulento, com várias brigas e discussões.
Teddy se vê dividida entre Owen e Tom e acaba escolhendo Owen ao fim. A filha deles nasce no final da temporada e eles dão o nome de Allison. Meredith comete fraude de seguro para poder salvar uma garotinha, cuja família não tem condições de pagar. Andrew DeLuca, Alex Karev e Richard Webber são cúmplices e como resultado DeLuca vai preso, Karev, Webber e Grey são despedidos por Bailey.

## Elenco e personagens
| - Ellen Pompeo como Dra. Meredith Grey - Justin Chambers como Dr. Alex Karev - Chandra Wilson como Dra. Miranda Bailey - James Pickens Jr. como Dr. Richard Webber - Kevin McKidd como Dr. Owen Hunt - Jesse Williams como Dr. Jackson Avery - Caterina Scorsone como Dra. Amelia Shepherd - Camilla Luddington como Dra. Jo Karev - Kelly McCreary como Dra. Maggie Pierce - Giacomo Gianniotti como Dr. Andrew DeLuca - Kim Raver como Dra. Teddy Altman - Tyne Daly como Carolyn Shepherd | - Debbie Allen como Dra. Catherine Fox - Greg Germann como Dr. Tom Koracick - Chris Carmack como Dr. Atticus "Link" Lincoln - Alex Landi como Dr. Nico Kim - Stefania Spampinato como Dra. Carina DeLuca - Peyton Kennedy como Betty Nelson - Jake Borelli como Dr. Levi Schmitt - Caroline Clay como Cece Colvin - Alex Blue Davis como Dr. Casey Parker - Sophia Ali como Dra. Dahlia Qadri - Jaicy Elliot como Dra. Taryn Helm - Jason George como Dr. Ben Warren - Stacey Oristano como Frankie Shavelson - Kyle Secor como John Dickinson - Jennifer Grey como Carol Dickinson - Lindsay Wagner como Helen Karev - Lorenzo Caccialanza como Dr. Vincenzo DeLuca - McNally Sagal como Kari Donnelly - Arielle Hader como Toby Donnelly - Ali Hillis como Lori Carter |

### Participação
- Josh Radnor como John[10]
- Michelle Forbes como Vicki Ann Rudin[11]
- Amy Acker como Dra. Kathleen Shepherd[12]
- Rima Rajan como Nisha
- Rushi Kota como Dr. Vikram Roy
- Jaina Lee Ortiz como Andrea "Andy" Herrera
- Debra Mooney como Evelyn Hunt
- Okieriete Onaodowan como Dean Miller
- Flex Alexander como Evan Forrester
- Kate Burton como Dra. Ellis Grey[13]
- Patricia Bethune como Enfermeira Ginger
- Will Sasso como Jed Lundberg
- Alyssa Gabrielle Rodriguez como Phoebe Moss
- Siena Goines como Natasha Deon
- DaJuan Johnson como Garret Boland
- Jeff Perry como Thatcher Grey[14]
- Greg Winter como Scott Carter
- Abigail Spencer como Dra. Megan Hunt[15]
- Embeth Davidtz como Dra. Nancy Shepherd
- Jasmine Guy como Gemma Larson
- Jeff Doucette como Warren Sterman
- William Harper como Terapeuta
- Omar Leyva como Luis Rivera
- Jane Wall como Frances Pinfield
- Michelle Gardner como Myrna Schmitt
- Boris Kodjoe como Robert Sullivan[16]
- Brett Tucker como Lucas Ripley[16]

## Episódios
| N.º geral | N.º na temp. | Título                            | Dirigido por        | Escrito por                  | Exibição original       | Audiência (milhões) |
| --- | ------------ | --------------------------------- | ------------------- | ---------------------------- | ----------------------- | ------------------- |
| 318 | 1            | "With a Wonder and a Wild Desire" | Debbie Allen        | Krista Vernoff               | 27 de setembro de 2018  | 6.81                |
| Quando os médicos retornam ao trabalho após a celebração do casamento, Meredith luta para se concentrar no trabalho e enfrenta distrações por conta de seus sonhos sexuais. Depois de saber da situação atual de Owen e Amelia, Teddy decide que não quer ser chefe interina, forçando Bailey a considerar outros candidatos. Ao sair, Teddy percebe que precisa ver Maggie devido a uma suspeita de coágulo de sangue na veia femoral, temendo uma potencial embolia pulmonar. Ao discutir sua situação, Teddy diz que está grávida do bebê de Owen. Novas contratações ortopédicas, Dr. Atticus "Link" Lincoln e Nico Kim, são introduzidas quando uma ciclista é atropelada e acaba presa em sua bicicleta. A obsessão de Jo pelo trabalho quase inviabiliza seus planos de lua de mel com Alex; no entanto, sua nova ideia poderia mudar o futuro da medicina. Enquanto Jackson admite ter lutado com a ideia de acreditar em Deus depois de sobreviver a uma experiência de quase morte, Amelia admite a Owen que ela ainda tem sentimentos por ele. |              |                                   |                     |                              |                         |                     |
| 319 | 2            | "Broken Together"                 | Kevin McKidd        | Meg Marinis                  | 27 de setembro de 2018  | 6.81                |
| Enquanto Owen e Amelia lutam para reacender sua vida sexual agora que têm filhos adotivos em casa, Maggie começa a se distanciar de Jackson depois que ele fala em casamento. O novo cara, Link faz suas rondas apresentando-se aos colegas, começando por flertar com Meredith. Bailey descarta Richard como chefe interino, temendo que ele seja um chefe melhor do que ela ou pior, que o trabalho será muito estressante e o levará a beber novamente. Finalmente, ela decide promover Alex para a nova posição. Após o retorno de Alex e Jo de sua lua de mel, Jo apresenta sua nova ideia a Meredith, pedindo-lhe para criar uma bolsa de estudos para ela. Animada com as possibilidades, Meredith leva a ideia para Bailey, que inicialmente nega a solicitação; no entanto, uma vez que Jo fala com ela, ela concorda com a proposta. Quando o paciente de Jackson é diagnosticado com fasceíte necrosante, ele decide que o melhor lugar para ela sobreviver é na mais nova adição de Grey Sloan, a câmara hiperbárica. O espaço apertado e o ar condensado têm um impacto físico e emocional na equipe médica quando eles perdem o paciente. Para terminar o dia, os internos vão tomar uma bebida no Joe's, onde Nico faz uma jogada em Levi. Jackson e Maggie professam seu amor um pelo outro. |              |                                   |                     |                              |                         |                     |
| 320 | 3            | "Gut Feeling"                     | Michael Watkins     | Mark Driscoll                | 4 de outubro de 2018    | 6.61                |
| Agora que Maggie conhece o segredo de Teddy, ela tenta desesperadamente estabelecer Amelia com alguém que não seja Owen. Além disso, ela também luta para entender por que Jackson tirou uma licença. Alex recebe um rude despertar ao passar o primeiro dia como chefe interino, o que inclui estragar a programação da sala de cirurgia, aprovar muitas solicitações de requisição e manter Vikram responsável por sua inaptidão - o que acaba sendo demitido pela segunda vez. Bailey se vê incapaz de relaxar devido aos problemas do primeiro dia de Alex e, como Bailey está distraída, Jo sente que não está aguentando o fim da bolsa. Quando Meredith começa a ficar irritada com o incessante questionamento da paciente casamenteira, Richard confunde o paciente com um bêbado, até perceber que o paciente realmente tem síndrome de autocervejaria; no entanto, antes que ele consiga fazer o diagnóstico, ele cruza Link e Alex até ser colocado no lugar dele. |              |                                   |                     |                              |                         |                     |
| 321 | 4            | "Momma Knows Best"                | Cecilie Mosli       | William Harper               | 11 de outubro de 2018   | 6.72                |
| Meredith vai para seu encontro às cegas. Alex faz um movimento questionável para tratar um paciente com uma condição preexistente e Qadri o reporta a Webber. Amelia luta para decidir o que fazer com Betty quando chega em casa, e segue os conselhos da mãe de Owen. Maggie não consegue dormir sabendo o segredo de Teddy e decide contar a alguém. Dean convida Maggie para sair, mas não obtém uma resposta. Andrew perde uma criança no hospital e Carina tem que ir visitar o pai. Este episódio começa um crossover com Station 19 que termina em Under the Surface |              |                                   |                     |                              |                         |                     |
| 322 | 5            | "Everyday Angel"                  | Chandra Wilson      | Julie Wong                   | 25 de outubro de 2018   | 6.54                |
| No hospital, enquanto Bailey e Jo trabalham juntas para ajudar a resolver um caso misterioso de dor de estômago; Alex aprende a trabalhar com Link e não deixa seu passado com Jo perturbá-lo. Jackson retorna para a surpresa de Maggie, mas inicialmente ela está menos do que feliz com ele até que a casamenteira a ajude a perceber o verdadeiro problema. Levi acredita que, por engano, tomou as interações de Nico como revelações, e Richard ensina a Andrew uma lição sobre ser um líder. Fora do hospital, Owen e Amelia passam o dia todo fora da escola de Betty na tentativa de impedi-la de matar aula. Meredith conversa com Teddy através de sua animosidade em relação a Owen, ajudando-a a entender que Owen é um cara legal e merece saber que ele é o pai de seu filho. |              |                                   |                     |                              |                         |                     |
| 323 | 6            | "Flowers Grow Out of My Grave"    | Nicole Rubio        | Kiley Donovan                | 1 de novembro de 2018   | 6.71                |
| Meredith trata uma paciente cuja família celebra o Dia dos Mortos, fazendo-a pensar nos entes queridos que ela perdeu. Richard informa que seu pai Thatcher está morrendo de leucemia mielóide aguda. Como eles não conversam desde a morte de Lexie, Meredith não tem certeza se quer falar com ele ou não. Depois de trabalhar um caso juntos, Nico e Levi compartilham seu primeiro beijo, mas Nico o rejeita depois de saber que ele não tem nenhuma experiência com homens. Jackson tenta fazer as pazes com Maggie, enquanto Jo incentiva Link a perseguir Meredith, que continua saindo em encontros às cegas. Enquanto Link está tratando uma criança com câncer, mostra a Meredith que ele tem mais profundidade do que ela pensava, Andrew também está demonstrando interesse nela. Enquanto isso, Teddy tenta contar a Owen sobre sua gravidez, mas eles se desviam quando Betty desaparece. Em busca de um fígado para o paciente que se preparou para morrer, Bailey e Jo trazem um fígado de volta dos mortos. Ao fim do episódio os entes queridos de Meredith são vistos; Derek, Lexie, George, Mark e Ellis, além do seu cachorro. |              |                                   |                     |                              |                         |                     |
| 324 | 7            | "Anybody Have a Map?"             | Krista Vernoff      | Elisabeth R. Finch           | 8 de novembro de 2018   | 6.60                |
| Enquanto se prepara para a abertura do primeiro centro médico Catherine Fox em Los Angeles, Catherine convoca Tom Koracick e Meredith para uma consulta pessoal. Ela revela que está com dores nas costas e que foram feitas varreduras. Eles fazem uma biópsia e descobrem que ela tem condrossarcoma de grau 3 na coluna vertebral, que não responde à quimioterapia e é difícil de tratar, devido à sua localização. Catherine teme que seu diagnóstico atrapalhe completamente um Richard já instável, mas Meredith a convence a não esconder seu diagnóstico. Richard entra em ação quando a enfermeira Frankie entra em colapso devido a um baço errante. Com a ajuda de Alex, ele consegue salvar o bebê de Frankie, mas ela morre em cima da mesa. A perda e o luto das enfermeiras o levam a uma reunião, onde ele ouve um barman oferecendo doses grátis de recuperação de alcoólatras em troca de fichas de sobriedade. Ele visita o bar e o destrói, o que o leva a ser preso. Enquanto isso, Jackson e Maggie têm uma conversa honesta sobre o relacionamento deles quando Maggie descobre que ele estava conversando com outras mulheres sobre fé, incluindo April. |              |                                   |                     |                              |                         |                     |
| 325 | 8            | "Blowin in the Wind"              | Kevin McKidd        | Meg Marinis                  | 15 de novembro de 2018  | 7.30                |
| Uma grande tempestade de vento atinge Seattle, fazendo com que Alex e Jo fiquem presos em casa, o que coloca Bailey no comando do hospital. Richard conta a Bailey o que aconteceu no bar e sua prisão, então ela o suspende por um dia. O hospital é atingido por pacientes feridos pela tempestade. Depois que a paciente de Amelia morre, seus órgãos são direcionados para Cece, já que ela é compatível. Teddy, após sua cirurgia bem-sucedida com Owen, conta a ele sobre a gravidez. Richard diz a Bailey para obter ajuda para lidar com seus problemas de estresse, enquanto Maggie diz a Jackson sobre o câncer de sua mãe. Andrew diz a Meredith que ele tem sentimentos por ela, mas ela diz que quer esperar até poder pensar claramente. Betty retorna ao hospital depois de desaparecer por três dias, levando Amelia agradecida a querer se candidatar para ser sua mãe adotiva oficial. A tempestade derruba um poste de energia, derrubando a energia e aprisionando Amelia, Teddy e Owen, Meredith e Andrew, e Bailey, Helm e o paciente morto em elevadores separados antes da cirurgia de transplante. Nico e Levi estão presos dentro de uma ambulância fora do hospital e depois de uma briga eles se beijam. |              |                                   |                     |                              |                         |                     |
| 326 | 9            | "Shelter from the Storm"          | Jann Turner         | William Harper               | 17 de janeiro de 2019   | 7.07                |
| Após a queda de energia, três elevadores permanecem presos. Meredith e Andrew se aproximam depois que ele conta mais sobre o passado difícil de sua família. Enquanto Andrew tenta convencer Meredith a estar com ele, sua conexão se aprofunda quando descobrem que ambos falam italiano. Owen, Teddy e Amelia devem realizar uma cirurgia de emergência em seu paciente no elevador usando técnicas de campo do exército enquanto discutem sobre a gravidez de Teddy. Jackson e Link trabalham para tirar Bailey e Helm de seu elevador para iniciar a cirurgia de Cece, mas um técnico de manutenção se machuca no processo. Jackson e Webber aprendem com Maggie sobre o câncer de Catherine, assim como Webber tenta ajudar Betty desesperada a se recuperar. Amelia dá a Owen espaço para tomar uma decisão entre ela e Teddy. Meredith percebe que está em outro triângulo amoroso com seus dois pretendentes, Andrew e Link. |              |                                   |                     |                              |                         |                     |
| 327 | 10           | "Help, I'm Alive"                 | Daniel Willis       | Jalysa Conway & Jason Ganzel | 24 de janeiro de 2019   | 6.98                |
| Meredith e Link fazem uma cirurgia, pois ela não consegue entender a atitude despreocupada dele. Teddy tenta conseguir um emprego na Grey-Sloan, irritando Owen, que ainda está bravo por não ter sabido do bebê por tanto tempo. Durante a cirurgia, Owen acidentalmente é injetado através de sua veia intravenosa, arriscando paralisia permanente. Depois que ele cai, Andrew é forçado a assumir a cirurgia, enquanto Levi deve salvar Owen. Enquanto isso, Webber, Jackson e Catherine se preparam para uma cirurgia inovadora no útero de uma mulher, Maggie teme que não estejam aceitando o diagnóstico de Catherine. Depois de se recuperar, Owen oferece a Teddy seu cargo de Chefe de Trauma, mas escolhe Amelia para ficar. Levi, depois de salvar Owen, usa sua nova confiança para mudar sua imagem. Link ajuda Meredith na festa de 5 anos de Derek Bailey, e ela aprende mais sobre o passado dele, colocando-o sob uma nova luz. |              |                                   |                     |                              |                         |                     |
| 328 | 11           | "The Winner Takes It All"         | Allison Liddi-Brown | Elisabeth R. Finch           | 31 de janeiro de 2019   | 7.27                |
| Amelia e Koracick se preparam para realizar a cirurgia de câncer de risco de Catherine. Maggie e Bailey confortam Jackson e Webber durante seu tempo de necessidade. Durante a operação, Koracick percebe que eles não podem remover o tumor de uma só vez, levando Webber a oferecer a eles sua caneta patenteada de detecção de câncer. Após a cirurgia, Catherine sobrevive, mas descobre que apenas 95% do câncer foi removido. Enquanto isso, Meredith vai visitar seu pai, Thatcher, moribundo, que ela não vê desde que Lexie morreu. Depois de começar bem, Meredith empurra sua raiva para se reconectar com o pai e se despedir dele antes que ele morra. Ela compartilha presentes que ele trouxe do exterior com seus filhos. |              |                                   |                     |                              |                         |                     |
| 329 | 12           | "Girlfriend in a Coma"            | Debbie Allen        | Kiley Donovan                | 7 de fevereiro de 2019  | 6.79                |
| Meredith obtém alguma perspectiva de vida para Natasha, uma paciente que esteve ligada à UTI enquanto estava em coma. Semanas se passam antes que ela finalmente acorde e parece estar se recuperando, para o deleite de seu noivo, Garrett. Andrew fica impaciente com a indecisão de Meredith sobre ele e Link. Bailey diz a Ben que quer que ele volte para casa, mas ele tem medo que ela mude de ideia novamente. Enquanto recebe ajuda de Richard, Catherine fica frustrada com seus exercícios pós-operatórios, preocupando Jackson, que é consolado por Maggie. Durante uma visita a Betty em sua clínica de reabilitação, Owen e Amelia descobrem que Betty mentiu sobre sua identidade e que seu nome verdadeiro é Britney, que ela escondeu deles para evitar ser encontrada pelos pais. Koracick e Teddy compartilham seu primeiro beijo na festa de Ano Novo de Alex e Jo e começam a namorar casualmente. A saúde de Natasha se deteriora subitamente, e ela e Garrett decidem desligar o ventilador. Antes de ela falecer, a equipe do hospital realiza uma cerimônia de casamento sob as estrelas para eles. Tocado pelo relacionamento deles, Andrew leva Meredith até o telhado, apesar de seu encontro com Link, e os dois compartilham seu primeiro beijo. |              |                                   |                     |                              |                         |                     |
| 330 | 13           | "I Walk the Line"                 | Kevin McKidd        | Tameson Duffy                | 14 de fevereiro de 2019 | 6.58                |
| O hospital é inundado de pacientes depois que uma arma dispara durante um desfile e um adolescente é pego no fogo cruzado. Owen teme que ele perca Leo quando os pais de Betty aparecerem no hospital, sem saber da situação da filha. Embora Amelia tente ajudar, os pais de Betty deixam claro que eles acreditam que Leo seria melhor viver com eles. Maggie se depara com a difícil escolha de operar uma mulher que costumava intimidá-la na faculdade de medicina. Meredith tenta conversar com Maggie sobre namorar Andrew. Teddy e Koracick operam uma mulher que tem um relacionamento estranho com seu melhor amigo e seu marido, levando Teddy a confirmar com Koracick que ele é quem ela quer ficar, não Owen. Bailey tem problemas com o desempenho de Alex em sua posição de chefe interino e percebe que quer o emprego de volta, o que lhe rende uma condenação de Richard. Depois de obter a aprovação de Maggie, Meredith finalmente permite que Andrew a leve para um encontro oficial. |              |                                   |                     |                              |                         |                     |
| 331 | 14           | "I Want a New Drug"               | Jeannot Szwarc      | Zoanne Clack                 | 21 de fevereiro de 2019 | 6.89                |
| Uma overdose maciça na comunidade envia os médicos para ajudar todos os internados no hospital. Owen é forçado a se despedir de Leo, que vai morar com os pais de Betty, quando ele vê que Betty e seu namorado estão entre os pacientes com overdose. Betty sofre uma dissecção aórtica e é levada às pressas para uma cirurgia liderada por Teddy, enquanto Amelia, perturbada, é confortada por Link. Meredith quebra o recorde do hospital pela cirurgia mais longa, enquanto é aplaudida por Andrew. Jackson está animado para ir acampar com Maggie, que está menos do que empolgada por ter que passar o fim de semana ao ar livre, mas depois fica solta quando Jackson entrega seu equipamento de acampamento a um sem-teto que precisa de abrigo para se recuperar de uma lesão no pé. Alex e Jo tratam uma mulher que perdeu o filho no parque enquanto comprava drogas; depois de entregar o filho ao marido da mulher, Jo aprende mais sobre a infância difícil de Alex. Nico e Levi trabalham juntos em vários procedimentos cirúrgicos à medida que seu relacionamento continua a progredir. Betty sobrevive à cirurgia, reunindo-a com seus pais e trazendo Amelia agradecida para mais perto de Teddy. |              |                                   |                     |                              |                         |                     |
| 332 | 15           | "We Didn't Start the Fire"        | Chandra Wilson      | Andy Reaser                  | 28 de fevereiro de 2019 | 6.99                |
| Neste episódio, os médicos do Grey Sloan fazem uma festa na casa de Jackson para celebrar a cirurgia bem-sucedida de Amelia e Koracick em Catherine. Alex e Jo temem que algo possa estar errado quando a mãe de Alex, Helen, visita inesperadamente. Amelia e Owen se despedem de Betty e Leo, deixando-os de mau humor para a festa. Meredith diz a Alex que está namorando Andrew e mais tarde é pega beijando Andrew no quarto de Jackson por Richard. Maggie fica irritada com um artigo sobre sua cirurgia em Kimberly Thompson, enquanto Jackson fica impaciente quando Catherine, que sai para beber com Bailey, não aparece na festa. Owen passa a noite de mau humor sobre o relacionamento de Teddy e Koracick, fazendo Amelia terminar com ele, pois ela está cansada das constantes idas e vindas. Logo após Koracick dar um soco em Owen por um comentário insensível, todo mundo sai correndo de casa quando o alarme de incêndio dispara. Após a festa, os pais de Betty devolvem Leo a Owen e Amelia, pois acreditam que estão mais aptos a criá-lo e Carina interrompe Andrew e Meredith em seu apartamento com a chegada do pai de Andrew e Carina. |              |                                   |                     |                              |                         |                     |
| 333 | 16           | "Blood and Water"                 | Pete Chatmon        | Kiley Donovan                | 7 de março de 2019      | 6.55                |
| Depois de ser visitada por sua mãe, Ellis, em um sonho, Meredith passa o dia no laboratório descobrindo o que sua mãe estava tentando lhe dizer. Durante uma entrevista no podcast, Maggie deixa escapar que ela é o produto do caso de Richard e Ellis, o que irrita Richard. Jo enfatiza as perspectivas de ela e Alex terem um bebê logo após Helen tricotar roupas para seus futuros filhos. Link e Jackson se unem na cirurgia de um jovem atleta para remover seu câncer sem perder a capacidade de jogar beisebol. Andrew e Carina discutem sobre o estado mental de seu pai, Vincenzo, que está no hospital com um argumento médico, enquanto Meredith luta para contar a Alex sobre os episódios maníacos de Vincenzo ou respeitar o que Andrew disse a ela em confiança. Amelia e Owen estão em desacordo com a custódia de Leo até que Amelia termine oficialmente as coisas, dando a Owen a custódia exclusiva. Levi e Nico brigam por Levi manter seu relacionamento em segredo de seus pais, mas depois Levi finalmente diz a Nico o motivo pelo qual ele fez e que o ama. |              |                                   |                     |                              |                         |                     |
| 334 | 17           | "And Dream of Sheep"              | Sydney Freeland     | William Harper               | 14 de março de 2019     | 6.57                |
| Andrew e Carina se vêem discutindo sobre o projeto de pesquisa do pai, enquanto Vincenzo causa problemas no hospital à medida que sua doença mental se torna mais aparente. Jackson revoluciona o tratamento para vítimas de queimaduras, trocando carne humana por pele de tilápia, tratamento já utilizado no Brasil. Bailey diz a Alex para conversar com Helen depois que ela descobre que Helen ficou em Seattle por tanto tempo porque tem medo de fazer a viagem de volta para casa. Link e Amelia se aproximam em uma conferência médica e, depois de discutir sobre os opióides prescritos, eles se conectam no quarto de hotel. Teddy e Owen se relacionam durante a gravidez enquanto tratam uma mulher grávida que sofreu um acidente de carro. Depois de obter resultados positivos em seu teste de DNA, Jo decide que quer encontrar sua mãe biológica. Meredith tenta apoiar Andrew, apesar de suas reservas sobre o pai e Maggie está estressada ao falar sobre sua vida pessoal na televisão ao vivo. |              |                                   |                     |                              |                         |                     |
| 335 | 18           | "Add It Up"                       | Michael Watkins     | Alex Manugian                | 21 de março de 2019     | 7.00                |
| Maggie testa salas de humor em todo o hospital como uma alternativa à medicina. Andrew continua permitindo que as consequências do colapso de seu pai afetem seu trabalho e relacionamento com Meredith enquanto ele tenta aceitar o que aconteceu. Amelia e Link trabalham em um paciente que corre o risco de paralisia enquanto ocultam suas afeições um pelo outro depois de uma noite na conferência. Quando Teddy começa a ter contrações, Owen corre para seu assessor, o que irrita Koracick, que sente Owen propositadamente mantendo-o fora do circuito. Alex trata uma jovem cujas habilidades matemáticas. Jackson e Richard fazem uma cirurgia em um paciente não binário. |              |                                   |                     |                              |                         |                     |
| 336 | 19           | "Silent All These Years"          | Debbie Allen        | Elisabeth R. Finch           | 28 de março de 2019     | 7.37                |
| Quando uma mulher é internada no hospital por um incidente de agressão sexual, Jo e Teddy trabalham juntas para levá-la a um procedimento difícil. Ao mesmo tempo, Jo evita dar detalhes a Alex sobre sua recente visita à mãe biológica, que compartilhou detalhes chocantes sobre o passado de Jo. Enquanto isso, Bailey e Ben discutem o namoro com Tuck depois de saber que ele tem uma namorada. |              |                                   |                     |                              |                         |                     |
| 337 | 20           | "The Whole Package"               | Geary McLeod        | Meg Marinis                  | 4 de abril de 2019      | 6.85                |
| Owen e Teddy são forçados a lidar com a chegada surpresa da irmã de Owen, Megan, que não tem conhecimento da gravidez de Teddy e tem muito a dizer depois que ela descobrir. Catherine se prepara para realizar sua primeira cirurgia em um veterano até descobrir que ele mentiu sobre sua vida pessoal para fazer o transplante. Meredith exprime suas preocupações a Jackson sobre Andrew operar sozinho com Richard, que os havia abordado na festa de Catherine semanas atrás. Alex e Maggie tratam um garoto autista que não pode fazer a cirurgia necessária porque seu tipo sanguíneo é muito raro. Link tenta animar Jo após sua visita à mãe biológica, mas percebe que Jo está pior do que ele e Alex pensavam. Depois de retornar à sua posição de chefe, Bailey faz um tour pelo hospital para estudantes que participam de um programa de liderança. |              |                                   |                     |                              |                         |                     |
| 338 | 21           | "The Good Shepherd"               | Bill D'Elia         | Julie Wong                   | 11 de abril de 2019     | 6.81                |
| Amelia e Link viajam para Nova York para operar um paciente com uma grave deformidade da coluna vertebral, mas ganham mais do que esperavam quando a irmã de Amelia, Nancy, os convida para jantar em sua casa. Amelia implora que Link finja ser Owen, pois ela nunca disse a sua família que eles se divorciaram. Com a outra irmã de Amelia, Kathleen, também presente, o jantar se torna uma noite em lembrar os erros de Amelia como a "ovelha negra". As coisas só pioram quando sua mãe, Carolyn, se junta a eles para a sobremesa e é rápida em apontar a mentira de Link e Amelia, pois Carolyn já conheceu Owen. Quando a conversa esquenta sobre o tumor cerebral e a sobriedade de Amelia, Link defende Amelia antes de partirem para o hospital. Após a cirurgia bem-sucedida de sua paciente, Amelia fala com sua mãe, que pede desculpas por não estar presente para ela todos esses anos. Depois de fazer as pazes com Link, Amelia volta para casa e conta a Meredith e Maggie sobre a viagem. |              |                                   |                     |                              |                         |                     |
| 339 | 22           | "Head Over High Heels"            | Allison Liddi-Brown | Bridgette N. Burgess         | 18 de abril de 2019     | 6.24                |
| Depois que Zola pega Andrew tentando sair de casa no meio da noite, Meredith precisa descobrir como contar aos filhos sobre o relacionamento deles. Ela e Andrew tratam uma mulher que tem dois úteros, mas só está grávida de um. Jo volta ao trabalho, mas passa o dia trabalhando no laboratório parcialmente bêbada, preocupando Alex ainda mais. Richard se reúne com uma velha amiga que quebrou sua sobriedade de 17 anos e é internada no hospital com um sapato no peito. A pedido de Megan, Owen experimenta terapia e descobre seus sentimentos profundamente enraizados sobre seu passado. Enquanto recebe ofertas de emprego de hospitais de todo o país, Nico está em desacordo com seu relacionamento com Levi até cometer um erro que mata um jovem paciente. Koracick e Amelia conversam sobre seu novo romance com Link, enquanto os três tentam reverter a paralisia de uma mulher através de um ensaio clínico. Jackson pede que Maggie vá morar com ele, enquanto Bailey lida com uma briga entre seu filho e ex-marido. |              |                                   |                     |                              |                         |                     |
| 340 | 23           | "What I Did for Love"             | Jesse Williams      | Mark Driscoll                | 2 de maio de 2019       | 6.96                |
| Maggie trata Lucas Ripley, o chefe dos bombeiros de Seattle, depois que ele desmaia do lado de fora de uma loja de flores, expondo seu relacionamento com Vic para o resto dos bombeiros. Meredith coloca sua carreira em risco quando ela comete uma fraude de seguro para pai e filha que procuram asilo. Jo continua deixando sua vida pessoal afetar seu trabalho depois que acidentalmente dá a Gus e sua família uma falsa esperança. Owen aprende sobre o relacionamento de Amelia e Link e revela ao terapeuta que ele finalmente sabe o que quer. Levi tenta animar Nico, que ainda está distante após a morte de seu paciente. Depois de um dia enviando sinais confusos, Andrew diz a Meredith que a ama, deixando-a sem palavras. Maggie aceita o convite de Jackson para morar juntos, e Koracick encontra Teddy sua casa dos sonhos em Seattle. Este episódio começa um crossover com Station 19 que termina em Always Ready |              |                                   |                     |                              |                         |                     |
| 341 | 24           | "Drawn to the Blood"              | Kevin McKidd        | Andy Reaser                  | 9 de maio de 2019       | 6.37                |
| Alex tenta desesperadamente salvar Gus, que tem um ataque cardíaco enquanto aguarda a chegada de seu doador de sangue de Londres. Owen e Levi se encontram com a doadora e devem convencê-la a concluir sua viagem a Seattle. Bailey e Catherine passam o dia reunindo-se com membros do conselho do hospital sobre uma situação que o resto da equipe especula. Conforme o pedido de Alex, Meredith tenta fazer com que Jo se abra sobre sua mãe biológica, evitando o resultado da declaração de amor de Andrew. Jackson convence Maggie a ir acampar, mas as coisas dão errado quando Maggie não consegue se ajustar ao ar livre rural. Quando Teddy se aproxima de sua data de parto, ela tem uma percepção surpreendente sobre com quem ela quer estar. Depois que Amelia tira Link da cama em segredo, ele pergunta se o relacionamento deles é real para ela. Quando Andrew descobre que Bailey e Catherine estão discutindo a fraude de seguros de Meredith, ele decide aceitar a queda assim que ela e Alex se preparam para a operação de Gus na câmara de cirurgia. Assim que um nevoeiro começa a cobrir Seattle, Teddy entra em trabalho de parto; Owen, Levi e o doador sofrem um acidente de carro; e Jackson e Maggie ficam presos na floresta. |              |                                   |                     |                              |                         |                     |
| 342 | 25           | "Jump into the Fog"               | Debbie Allen        | Krista Vernoff               | 16 de maio de 2019      | 5.99                |
| Depois que Andrew avança para cobrir Meredith, a equipe de Grey-Sloan fica sofrendo com um dilema moral. Meredith finalmente explica para Alex o que está acontecendo com Jo. O nevoeiro que cobria o centro da cidade deixa a estrada intransitável, o que significa que a doadora de sangue fica presa. A tempestade obriga Maggie e Jackson a fazer a jornada de volta à estrada, pois Maggie precisa voltar ao hospital, e as tensões entre o casal aumentam. De volta ao hospital, Owen e Levi chegam ao hospital com a doadora de sangue bem a tempo, e Teddy chega em um carro da polícia graças ao pensamento rápido de Amelia. Gus é salvo e Teddy e Owen professam seu amor enquanto ela dá à luz sua filha, que eles chamam de Allison. Nico e Levi finalmente se enfrentam novamente e Nico pede desculpas por seu comportamento, e Levi o leva para casa para apresentá-lo oficialmente como namorado para sua mãe. Meredith vai até Bailey e Catherine para confessar que a fraude no seguro foi inteiramente sua culpa para salvar Andrew, e Richard e Alex se adiantam para admitir que também participaram tomando consciência sem falar. Bailey faz a única coisa que pode fazer e despede os três. Meredith vai à delegacia para esclarecer as coisas, e seu destino não é claro. Jo finalmente fala com Bailey e Alex e deixa uma licença enquanto ela se compromete voluntariamente à ala psiquiátrica. Depois de ficar preso na estrada no meio do nevoeiro, Jackson sai para investigar, deixando Maggie no carro, e o episódio termina com Maggie indo procurá-lo quando ele não volta. |              |                                   |                     |                              |                         |                     |

## Produção

### Casting
Em 21 de maio de 2018, foi anunciado que Kim Raver havia sido novamente promovida a personagem regular nesta temporada, depois de anteriormente ter desempenhado um papel recorrente na última temporada. Em 31 de julho de 2018, foi anunciado que Chris Carmack estrelaria um papel recorrente para a temporada 15, sendo revelado que ele interpretaria o papel de um novo cirurgião ortopédico no hospital. Em 13 de agosto de 2018, foi anunciado que Jeff Perry retornaria como Thatcher Grey, pai de Meredith, pela primeira vez desde sua última aparição na sétima temporada. Em 6 de setembro de 2018, foi anunciado que Alex Landi havia sido escalado para um papel recorrente como Dr. Nico Kim, que será o primeiro cirurgião gay a aparecer no programa. Em 10 de outubro de 2018, foi anunciado que Josh Radnor havia sido escolhido como o novo interesse amoroso de Meredith. Em 13 de dezembro de 2018, foi anunciado que Jennifer Grey havia sido escalada para "um papel misterioso", mais tarde revelada que ela interpretou a mãe de Brittany.
Foi anunciado em 13 de fevereiro de 2019 que Amy Acker havia sido escalada como a quarta irmã de Derek Shepherd, a Dra. Kathleen Shepherd. Espera-se que Acker apareça em um episódio nesta temporada, sendo esse episódio centrado em Amelia Shepherd. Em 5 de março de 2019, foi revelado que Abigail Spencer iria reprisar seu papel como Megan Hunt por um episódio nesta temporada, que irá ao ar durante a primavera.

## Recepção

### Resposta da crítica
O site agregador de críticas, Rotten Tomatoes, deu à temporada uma classificação de 100% com uma avaliação média de 8.1/10, baseado em 11 avaliações. O consenso do site diz: "Grey's Anatomy continua a diagnosticar e tratar as fraquezas da temporada anterior para entregar uma 15ª temporada aparentemente impossível de contar histórias originais."

### Audiência
| №   | Título                                            | Exibição original       | Rating/share (18–49) | Audiência (em milhões) | DVR (18–49) | Audiência em DVR (milhões) | Total (18–49) | Audiência total (em milhões) | Ref(s) |
| --- | ------------------------------------------------- | ----------------------- | -------------------- | ---------------------- | ----------- | -------------------------- | ------------- | ---------------------------- | ------ |
| 1/2 | "With a Wonder and a Wild Desire Broken Together" | 27 de setembro de 2018  | 1.9/8                | 6.81                   | 1.5         | 3.92                       | 3.4           | 10.74                        | [ 46 ] |
| 3   | "Gut Feeling"                                     | 4 de outubro de 2018    | 1.6/7                | 6.61                   | 1.4         | 3.36                       | 3.0           | 9.98                         | [ 47 ] |
| 4   | "Momma Knows Best"                                | 11 de outubro de 2018   | 1.5/7                | 6.72                   | 1.4         | 3.58                       | 2.9           | 10.29                        | [ 48 ] |
| 5   | "Everyday Angel"                                  | 25 de outubro de 2018   | 1.5/7                | 6.54                   | 1.4         | 3.55                       | 2.9           | 10.10                        | [ 49 ] |
| 6   | "Flowers Grow Out of My Grave"                    | 1 de novembro de 2018   | 1.6/7                | 6.71                   | 1.3         | 3.16                       | 2.9           | 9.88                         | [ 50 ] |
| 7   | "Anybody Have a Map?"                             | 8 de novembro de 2018   | 1.6/7                | 6.60                   | 1.5         | 3.55                       | 3.1           | 10.16                        | [ 51 ] |
| 8   | "Blowin' in the Wind"                             | 15 de novembro de 2018  | 1.8/7                | 7.30                   | 1.4         | 3.45                       | 3.2           | 10.76                        | [ 52 ] |
| 9   | "Shelter from the Storm"                          | 17 de janeiro de 2019   | 1.9/8                | 7.07                   | 1.2         | 3.30                       | 3.1           | 10.38                        | [ 53 ] |
| 10  | "Help, I'm Alive"                                 | 24 de janeiro de 2019   | 1.6/7                | 6.98                   | 1.4         | 3.64                       | 3.0           | 10.63                        | [ 54 ] |
| 11  | "The Winner Takes It All"                         | 31 de janeiro de 2019   | 1.7/8                | 7.27                   | 1.3         | 3.23                       | 3.0           | 10.51                        | [ 55 ] |
| 12  | "Girlfriend in a Coma"                            | 7 de fevereiro de 2019  | 1.5/7                | 6.79                   | 1.2         | 3.26                       | 2.8           | 10.12                        | [ 56 ] |
| 13  | "I Walk the Line"                                 | 14 de fevereiro de 2019 | 1.4/7                | 6.58                   | 1.4         | 3.55                       | 2.9           | 10.14                        | [ 57 ] |
| 14  | "I Want a New Drug"                               | 21 de fevereiro de 2019 | 1.7/8                | 6.89                   | 1.2         | 3.19                       | 2.9           | 10.08                        | [ 58 ] |
| 15  | "We Didn't Start the Fire"                        | 28 de fevereiro de 2019 | 1.6/8                | 6.99                   | 1.2         | 3.10                       | 2.8           | 10.09                        | [ 59 ] |
| 16  | "Blood and Water"                                 | 7 de março de 2019      | 1.5/7                | 6.55                   | 1.2         | 3.34                       | 2.7           | 9.91                         | [ 60 ] |
| 17  | "And Dream of Sheep"                              | 14 de março de 2019     | 1.4/7                | 6.57                   | 1.2         | 3.23                       | 2.5           | 9.68                         | [ 61 ] |
| 18  | "Add It Up"                                       | 21 de março de 2019     | 1.4/7                | 7.00                   | 1.2         | 2.93                       | 2.6           | 9.94                         | [ 62 ] |
| 19  | "Silent All These Years"                          | 28 de março de 2019     | 1.6/7                | 7.37                   | 1.2         | 3.19                       | 2.8           | 10.57                        | [ 63 ] |
| 20  | "The Whole Package"                               | 4 de abril de 2019      | 1.5/7                | 6.85                   | 1.2         | 3.10                       | 2.7           | 9.96                         | [ 64 ] |
| 21  | "Good Shepherd"                                   | 11 de abril de 2019     | 1.5/7                | 6.81                   | 1.2         | 3.09                       | 2.6           | 9.83                         | [ 65 ] |
| 22  | "Head Over High Heels"                            | 18 de abril de 2019     | 1.3/7                | 6.24                   | 1.3         | 3.36                       | 2.5           | 9.62                         | [ 66 ] |
| 23  | "What I Did for Love"                             | 2 de maio de 2019       | 1.4/7                | 6.96                   | 1.2         | 3.19                       | 2.6           | 10.16                        | [ 67 ] |
| 24  | "Drawn to the Blood"                              | 9 de maio de 2019       | 1.4/7                | 6.37                   | 1.1         | 2.97                       | 2.5           | 9.34                         | [ 68 ] |
| 25  | "Jump into the Fog"                               | 16 de maio de 2019      | 1.3/6                | 5.99                   | 1.1         | 3.11                       | 2.4           | 9.11                         | [ 69 ] |

## Lançamento em DVD
| Grey's Anatomy: The Complete Fifteenth Season                                                                                                  | | |                           |                           |                           |
| Detalhes do DVD | Detalhes do DVD | Detalhes do DVD | Características Especiais | Características Especiais | Características Especiais |
| - 25 episódios - 7 discos - Inglês (Dolby Digital 5.1 Surround) - Legendas: Inglês, Dinamarquês, Finlandês, Alemão, Norueguês, Sueco e Francês | - 25 episódios - 7 discos - Inglês (Dolby Digital 5.1 Surround) - Legendas: Inglês, Dinamarquês, Finlandês, Alemão, Norueguês, Sueco e Francês | - 25 episódios - 7 discos - Inglês (Dolby Digital 5.1 Surround) - Legendas: Inglês, Dinamarquês, Finlandês, Alemão, Norueguês, Sueco e Francês | Não possui                | Não possui                | Não possui                |
| Datas de lançamento | | |                           |                           |                           |
| Região 1 | Região 1 | Região 2 | Região 2                  | Região 4                  | Região 4                  |
| | | 25 de novembro de 2019 | 25 de novembro de 2019    | 13 de novembro de 2019    | 13 de novembro de 2019    |